# 遊園地の歴史
遊園地の歴史（ゆうえんちのれきし）では、世界および日本における遊園地の始まりから現代に至るまでの諸相を概観する。

## 歴史

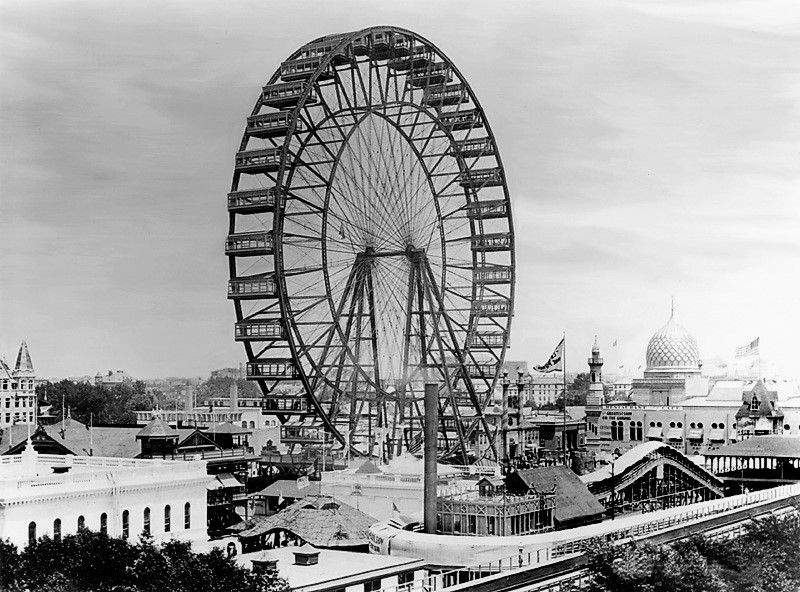
フェリスが設計したフェリスの車輪

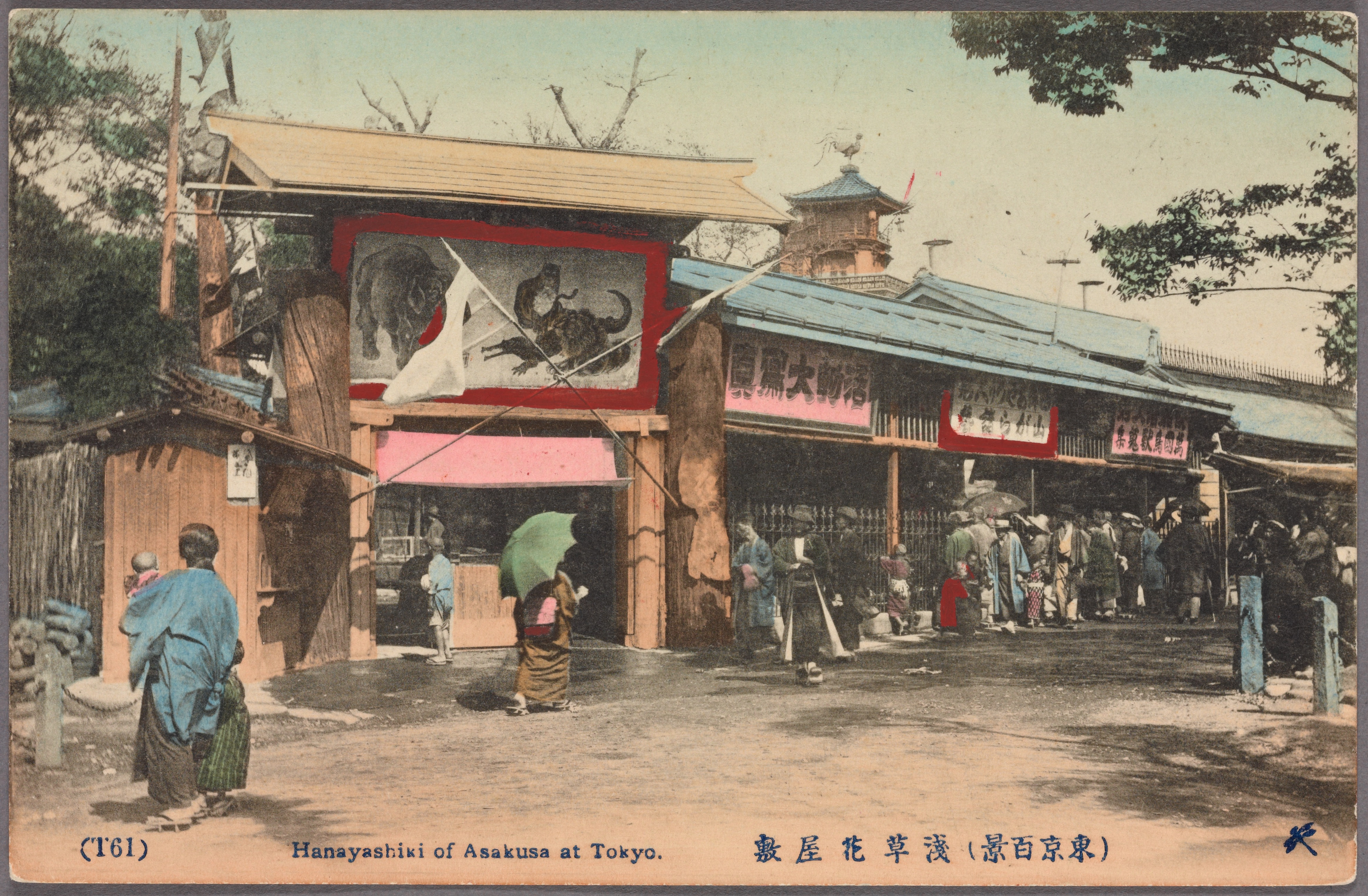
浅草花屋敷（1907年）

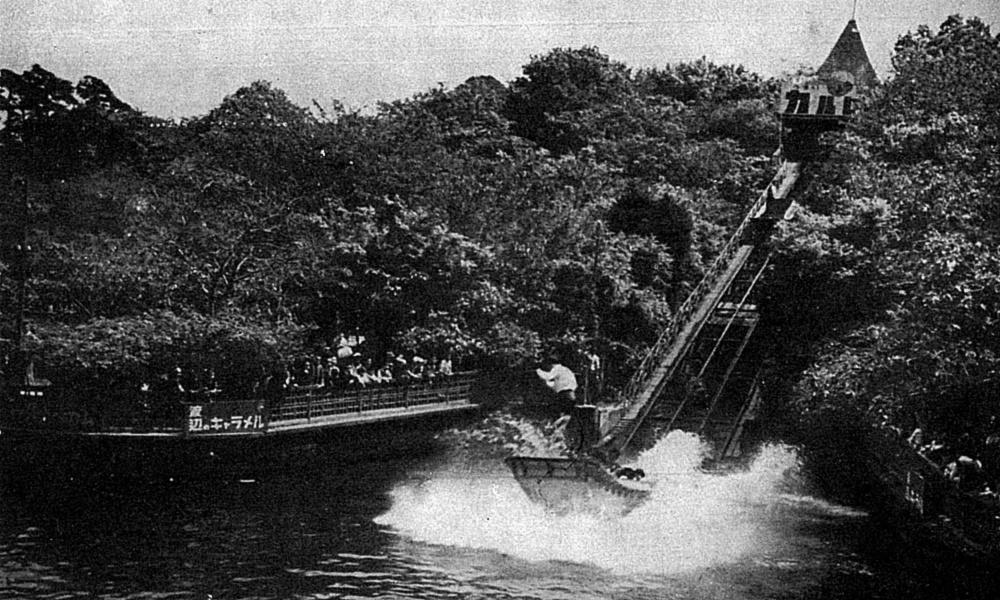
豊島園のウォーターシュート（1952年）

デンマークにある1583年オープンの「デュアハウスバッケン」 (Dyrehavsbakken) を、世界最古の遊園地とする説がある。
また、ロンドンにある1661年オープンの「ボクスホール庭園（ボクスホール・ガーデンズ）」も数々の催し物会場として用いられ、これも遊園地の始まりとする説がある。私設のプレジャー・ガーデンの代表的な例である。
1893年、シカゴ万博の遊興区域に、世界初の巨大観覧車とされるフェリスの車輪（フェリス・ホイール）を設置。これが好評を博し、後に遊園地を国際博覧会（万博）に付設する契機となったといわれる。

### 日本における歴史
1873年のウィーン万国博覧会開催に向けて、木製観覧車や回転木馬などの遊戯機械が製作されたという説がある。これは日本が初めて公式に参加した外国の博覧会であった。
日本の国内博覧会においては、1890年の第3回内国勧業博覧会（上野）でローラーコースター（自動鉄道）が初登場し、秋に大阪の今宮臥龍館へ移設された。1903年の第5回内国勧業博覧会（大阪）でウォーターシュート（舟スベリ・飛挺戯）と回転木馬が、1906年の日露戦争戦捷紀念博覧会や1907年の東京勧業博覧会で観覧車が国内に登場した。
日本の遊園地の先駆けとしては、1911年（明治44年）に誕生した近代的な娯楽場「宝塚新温泉」（後の「宝塚ファミリーランド」）を挙げる説があるが、それよりも歴史が古い、1853年（嘉永6年）開園の「浅草花やしき」（1942年に解体後1947年に復活）を挙げる場合もある。断絶なく現在まで営業を続けている最古のものは、1912年開園の「ひらかたパーク」とされる。
1914年（大正3年）創設の「花月園」（後の花月園遊園地）を、関東における先駆とする説もある。
1910-1930年代までには、「甲陽園」の甲陽撮影所、「あやめ池遊園地」の市川右太衛門プロダクション、「谷津遊園」の阪東関東撮影所、「宝塚ファミリーランド」の宝塚映画製作所など、映画撮影所を園内に置くところもあった。また、「京王閣」の隣には日活多摩川撮影所があった。
1925年（大正14年）に田園調布に開園した「多摩川園」は、子供連れ・家族を来園対象に計画されたという。それまでの東京の遊園は近世以来の名所近くに立地している場合も多く、そのため隣傍に花街があるなど、大人の男性を対象とする傾向があったという指摘がある。
1926年（大正15年）、警視庁が『遊園地取締規則』及び『遊園地取締規則執行心得』を制定。以降、（大人の）遊興色の強い遊園地の新規開業は認可されなくなったという。同年、皇孫御誕生記念京都こども博覧会が岡崎公園で開催されるなど、遊具を含めた子供のための催しが世間に登場していた。
1931年（昭和6年）11月開店の松屋浅草店の7階と屋上に設置された「スポーツランド」は、屋上遊園地の走りとされる。これが日本で初めて○○ランドという名称を付けた施設だったという説がある。
1947年（昭和22年）春に遊園地「浅草花屋敷」として再開園。2年後には東洋娯楽機に経営自体が委ねられ「浅草花やしき」と改名。
1959年には千葉県の手賀沼周辺で大型の遊園地「手賀沼ディズニーランド」が計画されたが、実現されなかった。
1975年には、「後楽園ゆうえんち」（後の「東京ドームシティアトラクションズ」）のマスコットキャラクターを主人公に据えた連続アニメ『ドン・チャック物語』が、東京12チャンネル（後のテレビ東京）で放送開始。
1979年には日本遊園地協会が、3月第2日曜日を遊園地の日に制定した。
1982年に京成電鉄は黒字だったにもかかわらず谷津遊園を閉鎖し多くの従業員は新設の東京ディズニーランドに移った（一部では谷津遊園の後身と見ている）。1980年代には、巨大迷路ブームが起き、日本各地に作られた。
1990年4月1日、「としまえん」はエイプリルフールとして『史上最低の遊園地』という自虐ネタの全面広告を新聞に出し、注目を集めた。
1997年、多摩テックに「クア・ガーデン」（天然温泉）がオープン。温浴施設との併設は、「宝塚新温泉」「多摩川園」時代や「船橋ヘルスセンター」時代への原点回帰ともいえ、追随する他の遊園地もあった。
博覧会と遊具の関係は戦後も続き、「エキスポランド」「沖縄エキスポランド」「神戸ポートピアランド」は、開催終了後も運営された。また、1985年の国際科学技術博覧会（つくば万博）の観覧車はエキスポランドに、1990年の国際花と緑の博覧会（花博）の遊具は、各地に移設された。花博は、遊園地屋上の電動木馬設置を発祥とするナムコ（後のバンダイナムコゲームス）が、参加体験型アトラクションを置くテーマパークの走り「ナムコ・ワンダーエッグ」を1992年に開園するきっかけともなった。
ステージイベントに関しては遅くとも1970年代にはキャラクターショー・ヒーローショーが行われていた（例：二子玉川園）。また、「よみうりランド」オープンシアターEASTは、アイドルのコンサート・握手会場としての地位を確立していった。

### 名称の由来
日本庭園においては、回遊式庭園（園内を回遊する形式）という言葉がある。また、遊園という名称が付いた古いものでは、1863年（文久3年）に神戸に開園した「外国人居留遊園」（後の「東遊園地」）がある。しかし、（外国人専用の）公園という趣旨であり、遊園地の意味ではなかったという。
加藤祐一の『文明開化』（1873-1874年）には、遊園地という語が見られる。遊園地という名称の古いものでは、小林佐兵衛による「小林遊園地」が明治20年代頃の大阪にあった。また、日本では明治以前から見世物小屋やお化け屋敷などファンハウス式の娯楽が存在した。

### 私鉄と遊園地
前述の阪急による「宝塚新温泉」の成功に触発され、関東でも相次いで私鉄会社による遊園地が誕生した（電鉄系遊園地）。過去には東京の七大私鉄すべてが、遊園地を所有していたという。
- 東京の七大私鉄
  - 東急 - 「多摩川園」（大正14年）、「綱島温泉浴場」（昭和2年）、「二子玉川園」
  - 小田急 - 「向ヶ丘遊園」（昭和2年）　※座間遊園地は計画頓挫
  - 京成 - 「市川東華園」（大正8年）、「谷津遊園」（大正14年）
  - 京王 - 「多摩川原遊園 京王閣」（昭和2年）、「京王遊園」（戦後）
  - 西武 - 「としまえん」、「西武園ゆうえんち」（戦後）
  - 東武 - 「兎月園」（大正13年）
  - 京急 - 「花月園」（大正3年、当初は平岡廣高による民営）

- それ以外
  - 玉川電気軌道 - 「玉川遊園地」（明治42年）、「玉川第二遊園」（大正11年）
  - 王子電気軌道・王子煉瓦 - 「荒川遊園」（大正11年）[21]。
  - 青梅電鉄 - 「青梅楽々園」（大正10年）
  - 金石電気鉄道 - 濤々園
  - 浅野川電気鉄道 - 粟崎遊園
  - 広島瓦斯電軌 - 楽々園遊園地

戦後には、富士急行による「富士急ハイランド」も誕生した。

### 閉園の歴史
まだ耐火建築が普及していない時代には、放火を含む火災が原因で、閉園となった施設もあった（吉沢商店の「ルナパーク」など）。
第二次世界大戦中には、接収や（遊具などの）金属類の供出にともない、閉園・休園に至った遊園地が続出した。多摩川園の場合、1946年4月には（敷地の半分を）再開した。
バブル崩壊を経て1990年代後半に入ると、経営難による老舗遊園地の閉園ラッシュ。中内㓛のダイエーは、「横浜ドリームランド」と「小山ゆうえんち」の経営支援をおこなっていたが、ダイエー自体が経営不振となり撤退した。百貨店等の屋上遊園地も消えた。
2007年に「エキスポランド」でコースターの脱輪事故が発生。これを重く見た国土交通省は、全国の遊園地に遊具の緊急安全点検を求めた。「千光寺山グリーンランド」など、充分な点検費用を捻出できずに、そのまま廃業した施設もある。「エキスポランド」も倒産し、2009年に閉園となった。

### 業界団体
1941年（昭和16年）5月、遊戯機械の安全管理を望む警視庁保安課の指導もあり、児童遊園地協会（最初の業界団体とされる）が設立される（戦局の悪化などから、2年後の1943年6月に自然解散）。
1958年（昭和33年）、日本遊園施設協会が設立（1967年5月に解散）。
1968年（昭和43年）1月、日本遊園施設工業協会が設立（会長は遠藤嘉一）。
1973年（昭和48年）7月、全日本遊園協会が発足（日本遊園施設協会と全日本アミューズメント協会が合併）。大型から小型までの遊具を扱う初めての統一団体とされる。。
この団体は1980年に解散。翌1981年から、日本アミューズメントマシン工業協会（JAMMA）、日本アミューズメントオペレーター協会（NAO）、全日本遊園施設協会（JAPEA）の3団体へと発展的解消がなされた。
2012年4月、この3団体は再統合し、一般社団法人日本アミューズメントマシン協会となった。

### 遊具の歴史
1890年代、米国のコニーアイランドに作られた最初の遊園地の一つ「シー・ライオン・パーク」に、ウォーターシュートが設置された（当時の名称はシュート・ザ・シューツ）。